# Old Star
Old Star è il diciassettesimo album in studio del gruppo musicale black metal norvegese Darkthrone. L'album è stato pubblicato il 31 maggio 2019 sotto l'etichetta Peaceville Records.

## Tracce
1. I Muffle Your Inner Choir - 6:26
2. The Hardship of the Scots - 7:36
3. Old Star - 4:28
4. Alp Man - 5:27
5. Duke of Gloat - 6:49
6. The Key Is Inside the Wall - 7:24

## Crediti
Darkthrone
- Nocturno Culto - voce, chitarra, basso, produzione
- Fenriz - batteria, basso, testi

Altri crediti
- Jack Control - mastering
- Sanford Parker - missaggio
- Chadwick St. John - copertina